# St Christopher le Stocks
St Christopher le Stocks var en medeltida kyrka i City of London, belägen på Broad Street Ward. Kyrkan byggdes under 1200-talet och det tidigaste omnämnandet är daterat till år 1282. Kyrkan förstördes till stora delar i den stora branden 1666. Den återuppbyggdes efter ritningar av Christopher Wren och invigdes 1671. Därefter blev den kvar till 1781 då den revs eller monterades ned för att ge plats till Bank of England, det vill säga Englands centralbank.   